# Benedetto Lavecchia Guarnieri
Benedetto Lavecchia Guarnieri, all'anagrafe Rosario (Canicattì, 3 luglio 1813 – Siracusa, 6 marzo 1896), è stato un arcivescovo cattolico italiano.

## Biografia

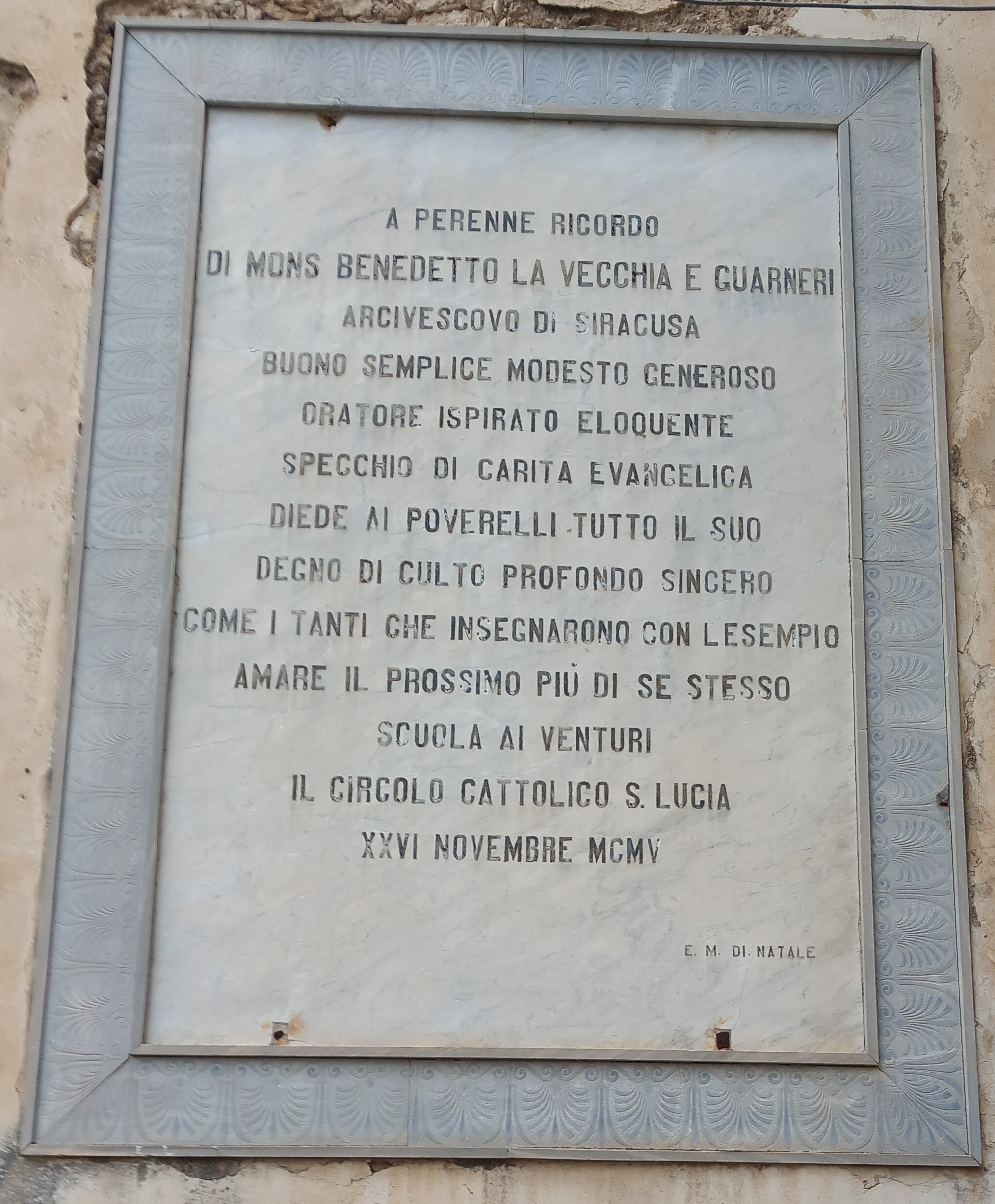
Targa commemorativa a Siracusa

Battezzato con il nome di Rosario, prese il nome di Benedetto al momento di entrare nell'Ordine dei frati minori osservanti. Fu ordinato presbitero il 20 maggio 1837.
La diocesi di Noto rimase vacante nel 1864 per la morte di mons. Mario Giuseppe Mirone, anche per i tentativi del governo liberale di intervenire nella nomina dei vescovi, che era soggetta all'exequatur e alla pretesa di subentrare nel regio patronato ai precedenti monarchi, ossia di godere del diritto di presentazione dei vescovi. Nel 1865 il governo propose in colloqui informali la nomina di Antonio Gibilara, vicario capitolare della diocesi di Girgenti, ma non si trovò un accordo con la Santa Sede. Dopo la frattura tra Chiesa e Stato con la presa di Porta Pia del 20 settembre 1870, la Santa Sede rifiutò di concordare le nomine dei vescovi e tra il 1871 e il 1872 procedette a nomine unilaterali per le diocesi siciliane. Benedetto Lavecchia Guarnieri fu nominato vescovo di Noto il 23 febbraio 1872 da papa Pio IX; ricevette l'ordinazione episcopale nella cattedrale di Palermo il successivo 17 marzo dal cardinale Michelangelo Celesia, arcivescovo metropolita di Palermo, co-consacranti Ruggero Blundo, vescovo di Cefalù, e Giovanni Cirino, vescovo ausiliare di Palermo.
Il 5 luglio 1875 lo stesso Papa lo promosse arcivescovo metropolita di Siracusa. Ebbe difficoltà a ricevere l'exequatur e gli fu impedita la visita pastorale delle chiese del comune di Vittoria, proprietà del demanio.
Morì a Siracusa il 6 marzo 1896; fu sepolto nella cattedrale di Siracusa.

## Genealogia episcopale
La genealogia episcopale è:
- Cardinale Scipione Rebiba
- Cardinale Giulio Antonio Santori
- Cardinale Girolamo Bernerio, O.P.
- Arcivescovo Galeazzo Sanvitale
- Cardinale Ludovico Ludovisi
- Cardinale Luigi Caetani
- Cardinale Ulderico Carpegna
- Cardinale Paluzzo Paluzzi Altieri degli Albertoni
- Papa Benedetto XIII
- Papa Benedetto XIV
- Papa Clemente XIII
- Cardinale Marcantonio Colonna
- Cardinale Giacinto Sigismondo Gerdil, B.
- Cardinale Giulio Maria della Somaglia
- Cardinale Luigi Lambruschini
- Cardinale Girolamo d'Andrea
- Cardinale Michelangelo Celesia, O.S.B.
- Arcivescovo Benedetto Lavecchia Guarnieri, O.F.M.Obs.